# Valsts Elektrotehniskā Fabrika
Valsts Elektrotehniskā Fabrika més coneguda pel seu acrònim de VEF, és un fabricant de productes elèctrics i electrònics a Riga, Letònia. Va ser fundada l'any 1919. Abans de la Segona Guerra Mundial fabricava gran varietat de productes, incloent la Minox aleshores la càmera fotogràfica més petita del món. Després de la guerra va ser el principal productor de tecnologia de comunicació a la Unió Soviètica i la fàbrica més gran de la República Socialista Soviètica de Letònia.

## Història

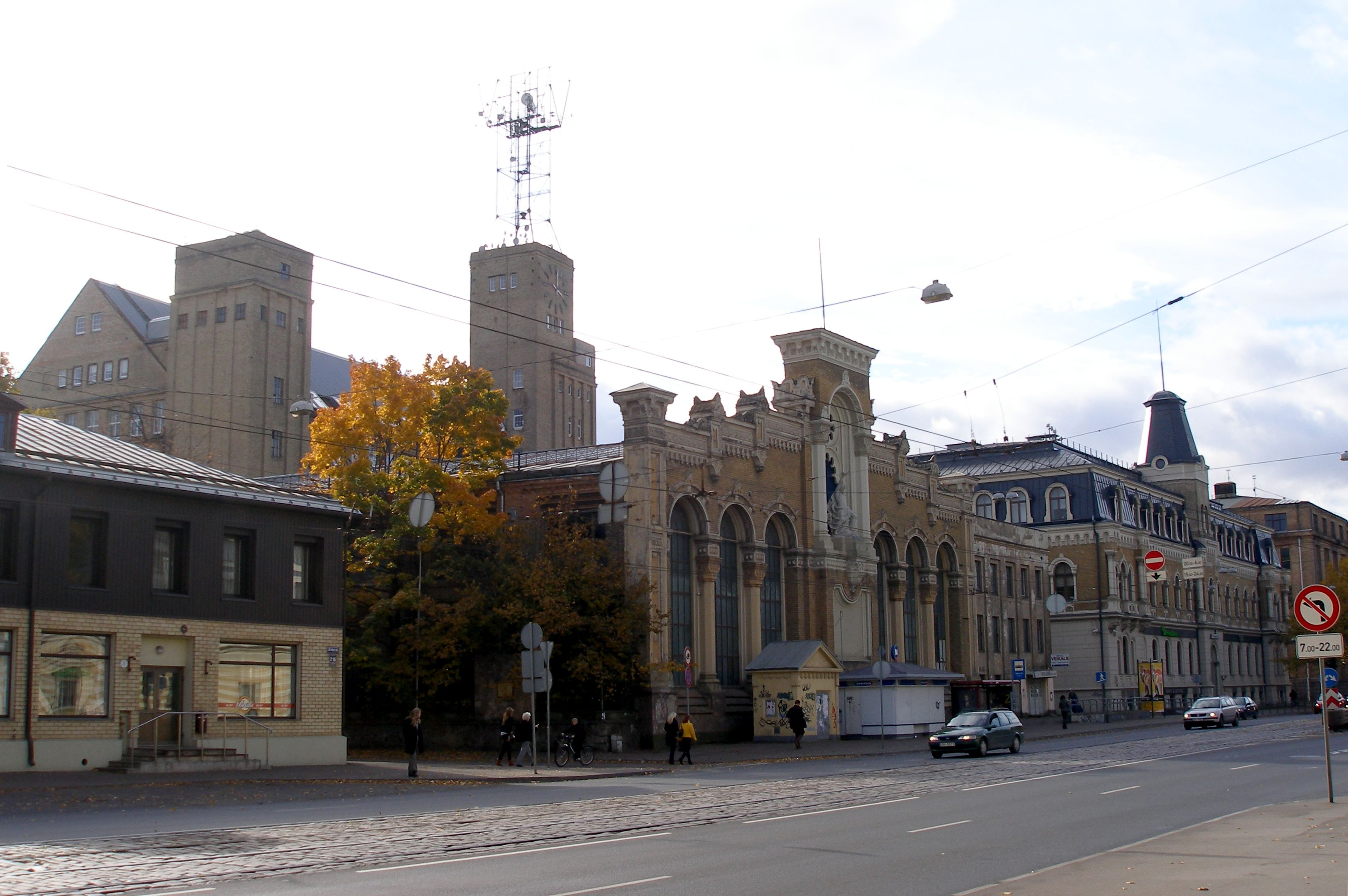
Vista dels edificis més antics de la VEF.

VEF es va establir a l'abril de 1919 nomenant-se en letó com: Pasta un telegrāfa virsvaldes galvenā darbnīca (PTVGD). Els edificis de la fàbrica van ser construïts a la fi del segle xix i XX a la ciutat de Riga. Abans de la Primera Guerra Mundial els edificis eren propietat de la fàbrica UNIÓ fundada el 1887. La companyia va canviar el seu nom a VEF el 1932.
Per la dècada de 1930 la fàbrica va produir tots els aparells electrònics que tenien qualsevol demanda del mercat: dispositius de comunicació, telèfons, llums, càmeres fotogràfiques, planxes, ràdios, llanternes, així com el paper fotogràfic, taules de treball, i fins i tot avions.
La fàbrica va ser privatitzada i reorganitzada l'any 1999.
|  |  |